# لی رانالدو
لی رانالدو (انگلیسی: Lee Ranaldo؛ زادهٔ ۳ فوریهٔ ۱۹۵۶) موسیقی‌دان اهل ایالات متحده آمریکا، گیتارنواز، نویسنده، هنرمند و تهیه‌کننده موسیقی است. او از سال ۱۹۸۰ میلادی تاکنون مشغول فعالیت بوده و بیشتر به عنوان یکی از پایه‌گذاران گروه سانیک یوث شناخته می‌شود.
رانالدو در رتبهٔ ۳۳، فهرست «بزرگترین نوازندگان گیتار در تمام دوران» توسط رولینگ استون قرار گرفت.
از فیلم‌هایی که وی در آن نقش داشته است می‌توان به بابا لنگ‌دراز اشاره کرد.